# Bayonne Bridge
Die Bayonne Bridge ist eine der größten Stahlbogenbrücken der Welt. Die Straßenbrücke überquert den Kill Van Kull zwischen Bayonne, NJ und  Staten Island, New York City. Der Hauptzweck der Brücke ist, Staten Island über den Holland Tunnel mit Manhattan zu verbinden. An ihrer Spannweite gemessen ist sie eine der größten Bogenbrücken der Welt, die ähnliche Sydney Harbour Bridge ist jedoch deutlich breiter. Die Brücke wurde von Othmar Ammann und dem Architekten Cass Gilbert entworfen. Sie wurde durch die Port of New York Authority errichtet und am 15. November 1931 eröffnet. Im Zuge der Erweiterung des Panamakanals erfolgte bis 2017 ein Neubau des Fahrbahndecks, damit die größer und höher gewordenen Containerschiffe weiterhin zu den Port Newark Container Terminals fahren können.

## Beschreibung
Die insgesamt 2182,37 m (7160 Fuß) lange und 30,33 m (99,5 ft) breite Straßenbrücke hat zwei Fahrstreifen in jeder Fahrtrichtung, die durch eine Betongleitwand voneinander getrennt sind, und beidseits schmale Pannenstreifen. Die zulässige Fahrzeughöhe ist 4,26 m (14 ft), die zulässige Geschwindigkeit für Fahrzeuge beträgt maximal 45 mph (72 km/h) und minimal 20 mph (32 km/h). An ihrer Ostseite ist ein rund 4 m breiter Geh- und Radweg angebaut, der durch eine Markierung getrennte Geh- und Fahrtrichtungen hat. Für Fahrräder ist die Höchstgeschwindigkeit auf 15 mph (24 km/h) begrenzt (sie könnten auf den langen Gefällstrecken leicht schneller fahren).
Sie besteht aus der zwischen 1928 und 1931 erbauten stählernen Bogenbrücke und den beiden Rampenbrücken, die neu gebaut werden mussten, um die lichte Höhe der Brücke für die Containerschiffe von 45,72 m auf 65,53 m zu vergrößern.
Die Bogenbrücke hat eine Höhe von 99 m (325 ft) über dem Wasserspiegel. Ihre beiden zweigelenkigen parabolischen Fachwerk-Bögen zu beiden Seiten der Fahrbahn haben eine Stützweite von 510,54 m (1675 ft) und eine Pfeilhöhe von 83,52 m (274 ft). Ihr Fachwerk hat an den Widerlagern eine Bauhöhe von 20,57 m (67 ft 6 in), die bis zum Scheitel auf 11,43 m (37 ft 6 in) abnimmt. Sie  stützen sich auf je eine Rolle mit einem Durchmesser von 40,64 cm (16 in) in den geschmiedeten Rollenlagern an den Enden der Bögen ab, die die Lasten der gesamten Konstruktion in die Widerlager leiten. Die Bögen sind durch K-förmige Windverbände verbunden und versteift. Für die höhere lichte Höhe wurde ein neuer Fahrbahnträger gebaut, für den Durchlässe im oberen Windverband auf dem höheren Niveau konstruiert werden mussten. Nach der Fertigstellung der neuen Fahrbahn im Jahr 2017 wurde der alte Fahrbahnträger zurückgebaut und dessen Öffnungen in den Windverbänden geschlossen. Auf diese Weise wurde die Bogenbrücke im Prinzip erhalten, auch wenn sie nicht mehr die ausgewogenen Proportionen der ursprünglichen Brücke hat.
Die nördliche Rampenbrücke ist 919,78 m (3,016 ft) lang, die südliche 752,55 m (2,469 ft). Sie haben für jede Fahrtrichtung baulich getrennte Spannbeton-Fahrbahnträger, die auf einheitlichen Stahlbeton-Pfeilern lagern.

## Geschichte
Die 1921 gegründete Port of New York Authority sollte unter anderem Staten Island und New Jersey durch Straßen und Brücken mit Manhattan verbinden. Sie hatte bereits die Goethals Bridge und die Outerbridge Crossing bauen lassen, die beide am 29. Juni 1928 eröffnet wurden. Othmar Ammann hatte 1925 einen Vorschlag für die George Washington Bridge gemacht, worauf er von der Port Authority als Chefingenieur für die Planung und den Bau der Brücke eingestellt wurde, der am 21. September 1927 begann und die am 24. Oktober 1931 eröffnet wurde. Im gleichen Zeitraum entwarf er auch die Bayonne Bridge und überwachte deren Ausführung.

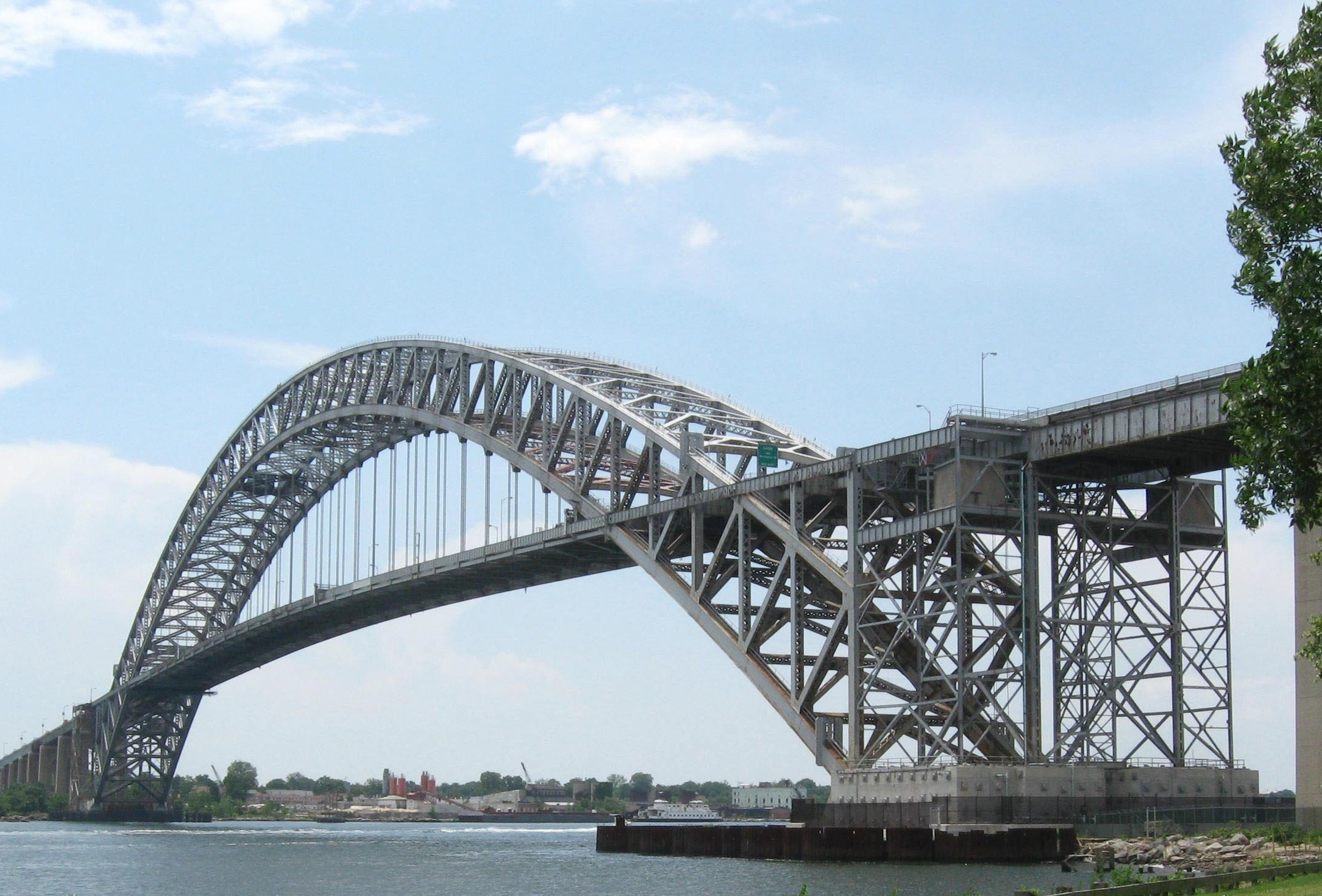
Brücke mit altem (niedrigen) Deck

### Bayonne Bridge (1931)
Ammann wählte das Stahlbogendesign, nachdem er sowohl eine Hänge- wie auch eine Auslegerbrücke verworfen hatte, die am geplanten Ort zu kostspielig und unpraktisch gewesen wären, zumal damals noch überlegt wurde, später zwei Gleise für den Nahverkehr einzubauen. Das Design des Stahlbogens wurde beeinflusst von der Hell Gate Bridge, die vom Mentor Ammanns, Gustav Lindenthal, entworfen wurde.
Der Bau der Brücke begann 1928. Die Fahrbahn in ihrem Bogen hatte einen mittleren Abstand über dem Wasser von 45,72 m (150 ft), der deutlich höher war als die 135 ft der Brooklyn Bridge. Die von Cass Gilbert aus architektonischen Gründen vorgesehenen mächtigen, mit Naturstein verkleideten Pfeiler zu beiden Seiten des Bogens wurden während der Great Depression aus wirtschaftlichen Gründen nicht ausgeführt. Die Fahrbahn hatte zwei Fahrstreifen in jeder Richtung, die lediglich durch ein Markierung getrennt waren. Die Brücke hatte einen an ihrer Westseite montierten Gehweg. Die damaligen Rampenbrücken hatten einen stählernen Trägerrost zwischen zwei Vollwandträgern und eine Fahrbahndecke aus Beton. Die Gesamtlänge der Brücke einschließlich der Zufahrtsrampen betrug 2012 m (6600 ft). Für sie wurden rund 23.400 t (26.000 tn. sh.) Stahl verwendet. Die ungefähren Kosten des Baus betrugen 13 Millionen Dollar.
Als sie 1931 eröffnet wurde, hatte sie die längste Spannweite aller Stahlbogenbrücken der Welt. Sie wurde bewusst 25 Fuß (7,62 m) länger als die Sydney Harbour Bridge errichtet, die vor ihr begonnen, aber erst ein Jahr später eröffnet wurde. Wegen der Bayonne Brücke wurde der Fährverkehr der Bergen-Point-Ferry eingestellt.
Die Brücke wurde 1985 von der American Society of Civil Engineers in die List of Historic Civil Engineering Landmarks aufgenommen.

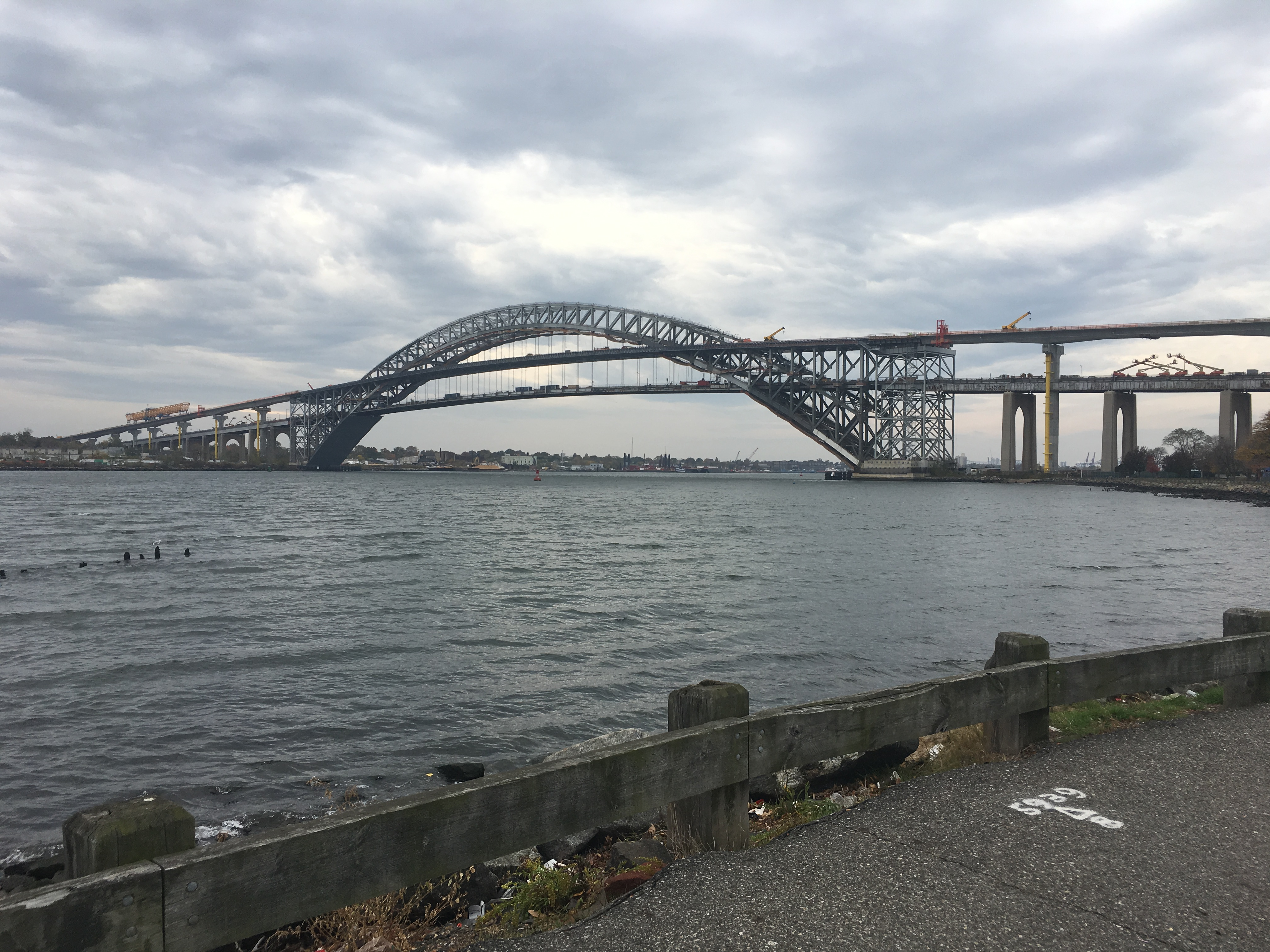
Bau des neuen Fahrbahndecks 2016

### Umbau (2017)
Im Hinblick auf die Erweiterung des Panamakanals und die damit verbundene Zunahme größerer und höherer Containerschiffe hat die Port Authority das Fahrbahndeck innerhalb der Brücke auf eine lichte Höhe von rund 66 m angehoben. Der Umbau wurde 2013 begonnen und am 20. Februar 2017 konnte der Straßenverkehr wieder freigegeben werden. Die neue Durchfahrtshöhe für den Schiffsverkehr wurde Mitte 2017 bereitgestellt. 2019 wurde das Projekt mit dem Abschluss des Rückbaus der ehemaligen Zufahrten abgeschlossen.